# モスクワ・サンクトペテルブルク高速鉄道
モスクワ・サンクトペテルブルク高速鉄道（ロシア語: ВСМ Москва — Санкт-Петербург）はロシア連邦の首都であるモスクワとサンクトペテルブルクとを結ぶ予定で計画中の高速鉄道である 。

## 概要
2010年2月に、ロシア鉄道はモスクワ〜サンクトペテルブルク間にヨーロッパの基準に合わせて高速鉄道を建設することを発表した。既存のモスクワ・サンクトペテルブルク鉄道は250km/h以上での運行が不可能であることから、最高速度400km/hでの運行が可能な新線が建設される予定である。この建設は2020年の時点では見合わされていたが、ロシアのローマン・スタロヴォイト運輸大臣はこの建設に関し、早ければ年内にも建設に向けての準備作業が始まる可能性があると2024年7月19日にイズベスチヤをはじめとする記者団に語っている。